# Лобнорська мова
Лобно́рська мова — тюркська мова, яка входить до карлуцько-хорезмійської групи. Вважається східним діалектом уйгурської мови, хоча водночас і виявляє значні ізоглоси з киргизькою, особливо з її північними діалектами.
Розмовляють лобнорським діалектом у повітах Лобнор і Чарклик Баянгол-Монгольської автономної префектури. Носієм мови є своєрідна субетнічна група уйгурів — лобнорці.

## Класифікація
Лобнорська мова разом з уйгурською і узбецькою належить до карлуцької групи тюркських мов. Її статус як окремої від уйгурської мови суперечний. Хоча вона має деякі особливості, які її відрізняють від стандартної уйгурської мови, однак це, на думку багатьох мовознавців, вказує на те, аби лобнорську мову розглядали як діалект уйгурської.